# Ercinoaldo
Ercinoaldo o Erchinoaldo (... – 658) fu Maggiordomo di palazzo della Neustria e della Burgundia, dalla morte di Aega dal 641 circa al 658 circa.

## Origini
Secondo il Chronico Marcianensi de Sancta Rictrude era nipote (figlio di una figlia) del duca Ansberto, di nobille famiglia di origine germanica e di una principessa merovingia ed aveva due fratelli, il duca Adabaldo e il conte Sigeberto, mentre il cronista Fredegario, attesta che era consanguineo della madre di Dagoberto I.

## Biografia
Nacque nel 614 a Nîmes, da una famiglia nobile che manteneva ancora antichissimi riti e appellativi familiari che appartenevano all'epoca dell'Impero Romano d'Occidente. Il nonno era il senatore Ansberto, della famiglia gallo-romana dei Ferrèoli, e discendente per parte di madre dei re dei Franchi renani, discendenti da Clodebaldo, fratello di Meroveo. La madre Bilitilde era invece una figlia di re Clotario I, figlio di Clodoveo, anche se questa discendenza viene ritenuta poco probabile dal punto di vista cronologico. 
Egli andò a Poitiers per potersi arruolare nell'esercito di Pipino di Landen, nel 634.
Ercinoaldo era molto religioso e contrastava a spada tratta le varie eresie che "infestavano" le contrade del regno dei Franchi all'epoca.
La sua religiosità lo condusse più volte a Roma.
Secondo gli Annales Marbacenses, alla morte del re dei Franchi Sali della dinastia merovingia, Dagoberto I salì al trono di Neustria e di Burgundia, Clodoveo II, sotto reggenza della madre, Nantechilde, e di Ercinoaldo, maggiordomo di palazzo di entrambi i regni, invece secondo Fredegario ed il Chronicon Moissiacense, divenne maggiordomo di palazzo durante il terzo anno di regno di Clodoveo, dopo la morte del suo predecessore, Aega, squassato dalla febbre, che era stato reggente con Naintechilde.
Fredegario inoltre descrive Ercinoaldo come una persona paziente, pieno di bontà, cauto e umile, gentile riguardo alla volontà dei sacerdoti, e a tutti pazientemente e gentilmente rispondeva senza orgoglio, né cupidigia; nel suo tempo, come a Dio piacque, fu mantenuta la pace. Era saggio, ma in primo luogo con la massima semplicità, arricchita da esperienza misurata, era amato da tutti. Pertanto, dopo la morte del re Dagoberto, dopo che i regni erano stati divisi tra i figli (l'Austrasia era andata a Sigeberto III) amministrò bene i regni di Neustria e Burgundia. 
Secondo la Domus Carolingicae genealogia Ercinoaldo fu maggiordomo di palazzo durante il regno di Clodoveo II, anche l'anonimo cronista continuatore di Fredegario scrive che Clodoveo figlio di Dagoberto, sposò Batilde, prudente ed elegante, che gli diede tre figli, Clothario, Childerico e Teodorico: mantenendo come maggiordomo di palazzo un uomo saggio, di nome Ercinoaldo. Clodoveo ebbe, quindi, un regno di pace senza guerra e anche, secondo il Chronico Marcianensi de Sancta Rictrude, durante il regno di Clodoveo II, Ercinoaldo era un principe ed assieme al fratello Adabaldo costruì il castello di Duaco e nel castello edificò la chiesa di santa maria Madre di Dio oggi detta di San Amato.
Nel 646, sempre secondo Fredegario, la regina madre Nantechilde, assieme al figlio Clodoveo II, nominarono Flaocado maggiordomo di palazzo di Burgundia, ma poco dopo il titolo tornò nelle mani di Ercinoaldo.
Secondo il continuatore di Fredegario fu maggiordomo di palazzo anche con Clotario III ed alla sua morte, al suo posto, fu eletto Ebroino, come conferma anche la Domus Carolingicae genealogia ed il Chronicon Moissiacense, che data la morte di Ercinoaldo, nel 658.

### Il documento ligneo di Ercinoaldo
Alcuni suoi documenti sono incredibilmente stati ritrovati recentemente  presso le rovine di una casa tardo-antica di Nîmes che tutt'oggi fa da fondamenta ad un altro edificio.
È sicuro che quella casa appartenesse alla sua nobile famiglia.
Il documento, che corrisponde ad una cassa di legno, è troppo rovinato in molte parti e le incisioni si confondono alle rotture del legno.
Questi documenti sono di recentissima scoperta (2006) e sono tuttora oggetto di studio.
La lingua pare essere un latino molto tardo ma ancora molto poco influenzato dalle nuove lingue.
Da prime voci, pare che Ercinoaldo avesse descritto la desolazione di Roma durante il suo arrivo, descrivendone l'inesorabile distruzione, il decadimento, raffigurando addirittura alcuni luoghi importanti della città durante l'Impero.
Nel febbraio 2007 l'Università di Parigi ha reso noto parte dello studio tutt'oggi in corso.
Ercinoaldo volle descrivere le rovine romane dell'ex capitale dell'Impero Romano, imitando così i grandi storici dell'antichità: ispirandosi soprattutto a quelli greci a quanto pare.
Descrive in breve le grandi basiliche imperiali della città, poi descrive i numerosi templi pagani tutti in rovina e abbattuti in gran parte.
Nomina anche la popolazione dicendo che una strana malattia s'aggirava fra i mendicanti.
Salì sul campidoglio e vide i Fori romani descrivendone le numerose vestigia ancora perduranti (fra cui anche i templi pagani) e nominando strane persone che s'aggiravano per il foro vestendosi ancora come trecento anni prima si poteva fare: erano gli ultimissimi membri del senato patrizio.
Lo straordinario documento ligneo descrive inoltre la situazione politica oltre che sociale e urbanistica della città di Roma attorno al 630.
Gli ultimi risultati si sapranno non prima del prossimo anno.

### Ercinoaldo a Poitiers
Nel 634]il giovane cavaliere dotto e religioso, raggiunse la turbolenta città, all'epoca un villaggio, di Poitiers dove il re Pipino di Landen accettava l'arruolo per riformare un potente esercito di cavalleria per contrastare i Goti.
Lì per una serie di fortunate coincidenze, Ercinoaldo divenne reggente al potere della regione di Neustria a causa della morte prematura del reggente già designato per Sigeberto III figlio di Dagoberto I: ovvero Aega.
Egli quindi regnò per breve tempo la regione di Neustria come terra indipendente dal contesto del Regnum Francorum.
Tuttavia egli morì nel 642 proprio mentre intraprendeva un viaggio verso Roma, non lontano dalla Milano longobarda attaccato proprio da un plotone di Longobardi.
Egli venne presto dimenticato da molti ed a Poitiers di lui non si seppe più nulla, tanto che l'anno dopo il potere autonomo di Neustria venne inglobato al regno dei Franchi.

## Matrimonio e discendenza
Ercinoaldo, dalla moglie di cui non si conosce né il nome né gli ascendenti, ebbe un figlio:
- Leodesio ([?-676), che, secondo il Chronicon Moissiacense, fu maggiordomo di palazzo di Neustria e di Borgogna[14], con Teodorico III, dopo la morte di Clotario III[15]. Secondo il Chronicon Moissiacense, fu ucciso da Ebroino che lo aveva attirato in un tranello[16].

### Fonti primarie
- (LA)  Fredegario, FREDEGARII SCHOLASTICI CHRONICUM CUM SUIS CONTINUATORIBUS, SIVE APPENDIX AD SANCTI GREGORII EPISCOPI TURONENSIS HISTORIAM FRANCORUM.
- (LA)  Annales Marbacenses.
- (LA)  Monumenta Germaniae historica: Domus Carolingicae genealogia.
- (LA)  Monumenta Germaniae historica: Chronicon Moissiacensis.
- (LA)  Monumenta Germaniae historica: Chronico Marcianensi de Sancta Rictrude.

### Letteratura storiografica
- Christian Pfister, La Gallia sotto i Franchi merovingi. Vicende storiche, in Storia del mondo medievale - Vol. I, Cambridge, Cambridge University Press, 1978,  pp. 688-711.